# Okeniella gorodkovi
Okeniella gorodkovi är en tvåvingeart som beskrevs av Ozerov 2006. Okeniella gorodkovi ingår i släktet Okeniella och familjen kolvflugor. Inga underarter finns listade i Catalogue of Life.